# Elezioni parlamentari in Lettonia del 2011
Le elezioni parlamentari in Lettonia del 2011 si tennero il 17 settembre per il rinnovo del Saeima. In seguito all'esito elettorale, Valdis Dombrovskis, espressione di Unità, fu confermato Primo ministro, nell'ambito di un governo di coalizione con Partito della Riforma e Alleanza Nazionale; nel 2014 fu sostituito da Laimdota Straujuma, esponente dello stesso partito.

## Risultati
| Liste                                                 | Voti    | %     | Seggi |
| ----------------------------------------------------- | ------- | ----- | ----- |
| Centro dell'Armonia (SDPS - LSP)                      | 259 930 | 28,62 | 31    |
| Partito della Riforma di Zatlers                      | 190 856 | 21,01 | 22    |
| Unità                                                 | 172 563 | 19,00 | 19    |
| Alleanza Nazionale                                    | 127 208 | 14,01 | 14    |
| Unione dei Verdi e degli Agricoltori (LZS - LZP)      | 111 957 | 12,33 | 13    |
| Primo Partito di Lettonia - Via Lettone               | 22 131  | 2,44  | –     |
| Per i Diritti Umani nella Lettonia Unita              | 7 109   | 0,78  | –     |
| Partito Ultimo                                        | 4 471   | 0,49  | –     |
| Per una Repubblica Presidenziale                      | 2 881   | 0,32  | –     |
| Controllo del Popolo                                  | 2 573   | 0,28  | –     |
| Partito Socialdemocratico dei Lavoratori di Lettonia  | 2 531   | 0,28  | –     |
| Libertà. Liberi dalla Paura, dall'Odio e dalla Rabbia | 2 011   | 0,22  | –     |
| Unione Democratica Cristiana                          | 1 993   | 0,22  | –     |
| Totale                                                | 908 214 | 100   | 100   |